# Appendicula negrosiana
Appendicula negrosiana är en orkidéart som först beskrevs av Oakes Ames, och fick sitt nu gällande namn av Oakes Ames. Appendicula negrosiana ingår i släktet Appendicula och familjen orkidéer. Inga underarter finns listade i Catalogue of Life.